# پوکروفکا (شهرستان ایگلینسکی، باشقیرستان)
پوکروفکا (انگلیسی: Pokrovka, Iglinsky District, Republic of Bashkortostan) یک شهرک در شهرستان ایگلینسکی استان باشقیرستان کشور روسیه است.